# Silbersee (Wien)
Der Silbersee ist ein kleiner See im 14. Wiener Gemeindebezirk Penzing.

## Geografie
Der 2.625 m² große Teich erstreckt sich mit einer Länge von etwa 100 m in Nord-Süd-Richtung am Südosthang des Satzberges auf 283 m ü. A. Er befindet sich in einem kleinen Waldstück zwischen der Steinböckengasse und dem tieferliegenden Tal des Rosenbaches (Rosentalgasse) unterhalb der Lagerwiese und östlich des Hüttelberges. An seiner Nordseite wird der Silbersee vom Stadtwanderweg Nr. 4 tangiert. Er ist nicht zu verwechseln mit dem etwa 40 m tiefer gelegenen Dehneparkteich im südöstlich gelegenen Dehnepark.

## Geschichte
Der See war einst der Tagbau eines Gipsbergwerks, in welches über Nacht Wasser einbrach, womit sich der See ausbilden konnte. Seitdem hat sich der See ungestört entwickeln können und beherbergt beispielsweise das Rotauge, eine heimische Fischart, aber auch ausgesetzte Fische wie Goldfische, Kois und Sonnenbarsche. Das Ufer säumt Röhricht aus Schilf und Rohrkolben und die Wasserfläche ist weitgehend mit Hornblatt bewachsen.